# Хаев, Георгий Матвеевич
Георгий Матвеевич Хаев (9 мая 1923 года, село Хомяково, Ефремовский район, Тульская область — 18 января 2005 год, Москва) — советский военнослужащий, участник Великой Отечественной войны, полный кавалер ордена Славы, командир отделения 39-й отдельной гвардейской разведывательной роты, гвардии старший сержант.

## Биография
Родился 9 мая 1923 в селе Хомяково Ефремовского района Тульской области. Окончил 5 классов, переехал в Подмосковье. Жил в городе Павловский Посад у брата-кузнеца в промартели. Работал почтальоном.
В 1941 году был призван в Красную Армию Павлово-Посадским райвоенкоматом. На фронте с апреля 1942 года.
Боевой путь начал на Калининском фронте. В боях был ранен. Лечился в госпитале города Ростова Великого Ярославской области. После излечения окончил полковую школу в городе Калязине Калининской области и направлен на Сталинградский фронт.
Участвовал в обороне Сталинграда, был снова ранен. В 1943 году принимал участие в боях на Курской Дуге. Под Белгородом был третий раз ранен и отправлен в Дагестан на лечение. К весне 1944 года гвардии старший сержант Хаев командовал отделением разведчиков 39-й отдельной гвардейской разведывательной роты 38-й гвардейской стрелковой дивизии.
Участвовал в боях за освобождение Белоруссии, Украины, Польши. 22 марта 1944 года гвардии старший сержант Xаев, находясь в группе разведчиков в глубоком тылу врага, в районе узла дорог Брест — Ковель и Кобрин — Малорита установил район сосредоточения сил противника. 23 марта с группой разведчиков участвовал в захвате «языка» и доставке его в штаб.
Приказом от 21 июня 1944 года гвардии старший сержант Хаев Георгий Матвеевич награждён орденом Славы 3-й степени.
4 — 21 июля 1944 года гвардии старший сержант Xаев, находясь с группой в тылу противника в районе населенных пунктов Кортилисы, Мокраны, решительными действиями способствовал успешному выполнению боевого задания. 9 июля 1944 пленил офицера, сообщившего ценные сведения.
13 июля из засады уничтожил двух офицеров и захватил ценные документы. Приказом от 29 августа 1944 года гвардии старший сержант Хаев Георгий Матвеевич награждён орденом Славы 2-й степени.
17 января 1945 года гвардии старший сержант Xаев с группой разведчиков действовал в глубоком тылу противника в районе населенного пункта Езерка. Он вел наблюдение за противником, ночью первым по сигналу командира напал на проходившую группу противников и захватил в плен офицера, фельдфебеля и двоих солдат.
Указом Президиума Верховного Совета СССР от 24 марта 1945 года за образцовое выполнение заданий командования в боях с немецко-вражескими захватчиками гвардии старший сержант Хаев Георгий Матвеевич награждён орденом Славы 1-й степени. Стал полным кавалером ордена Славы.
В 1945 году старшина Xаев был демобилизован, вернулся в родное село. Работал учетчиком в тракторной бригаде. В 1949 году переехал в город Москву. Участник Парада Победы 1995 года.
Скончался 18 января 2005 года. Похоронен в Москве на Хованском Центральном кладбище.
Награждён орденами Отечественной войны 1-й степени, Красной Звезды, Славы 3-х степеней, медалями.
В городе Москве на доме по улице Академика Скрябина, дом 30, корпус 2, где проживал ветеран, 3 мая 2005 года открыта мемориальная доска.